# هاسه بوریز
هاسه بوریز (انگلیسی: Hasse Börjes؛ زادهٔ ۲۵ ژانویهٔ ۱۹۴۸) اسکیت‌باز سرعت اهل سوئد است.